# Utilitarismo negativo
O Utilitarismo Negativo é uma versão da teoria ética do utilitarismo que dá maior prioridade para a redução do sofrimento (utilidade negativa ou 'desutilidade') do que para o aumento da felicidade (utilidade positiva). Isto difere do utilitarismo clássico, que não sustenta que a redução do sofrimento seja intrinsecamente mais importante do que o aumento da felicidade. Ambas as versões de utilitarismo sustentam que ações moralmente corretas e/ou moralmente erradas dependem exclusivamente das consequências para o bem-estar total. 'Bem-estar' refere-se ao estado do indivíduo. O termo "utilitarismo negativo" é usado por alguns autores para designar a teoria de que a redução do bem-estar negativo é a única coisa que em última análise importa moralmente. Outros distinguem entre versões "fortes" e "fracas" do utilitarismo negativo, onde as versões fortes estão apenas preocupadas com a redução de bem-estar negativo, enquanto as versões fracas dizem que tanto o bem-estar positivo quanto o bem-estar negativo importam significativamente, mas que o bem-estar negativo (a redução de sofrimento) é mais importante.
Outras versões do utilitarismo negativo diferem em quanto peso elas dão ao bem-estar negativo ("desutilidade") em comparação com o bem-estar positivo (utilidade positiva), bem como as diferentes concepções do que é o bem-estar (utilidade). Por exemplo, o utilitarismo de preferência negativa diz que o bem-estar de um resultado depende de preferências frustradas. O utilitarismo hedonista negativo pensa no bem-estar em termos de experiências agradáveis e desagradáveis. Há muitas outras variações sobre como o utilitarismo negativo pode ser especificado.
O termo "utilitarismo negativo" foi introduzido por R. Ninian Smart, em 1958, na sua resposta à obra de Karl Popper - A Sociedade Aberta e Seus Inimigos. Smart também apresentou o argumento mais famoso contra o utilitarismo negativo: que o utilitarismo negativo implicaria que um governante que é capaz de destruir a raça humana instantaneamente e de maneira indolor teria o dever de fazê-lo. Muitos autores aprovaram versões desse argumento, e outros apresentaram contra-argumentos contra ela.

## História
O termo "utilitarismo negativo" foi introduzido por RN Smart em sua resposta de 1958 ao livro de Karl Popper "A Sociedade Aberta e Seus Inimigos", publicado em 1945. No livro, Popper enfatiza a importância de prevenir o sofrimento nas políticas públicas. As ideias do utilitarismo negativo têm semelhanças com antigas tradições como o jainismo e o budismo. O filósofo grego Hegesias de Cyrene foi dito ser “um dos primeiros expoentes do UN [Utilitarismo Negativo]”. Em tempos mais recentes, ideias semelhantes ao utilitarismo negativo podem ser encontradas nas obras do século XIX. O psicólogo Edmund Gurney, por exemplo, escreveu:
Bastante sofrimento sempre permanecerá para fazer a pergunta da desejabilidade de sua permanência na Terra, uma questão que os números responderão no negativo. Quando esquecemos a dor, ou a subestimamos, ou falamos sobre as pessoas "se acostumarem com isso", estamos realmente perdendo de vista o que o universo, que desejamos conceber adequadamente, realmente é.

## Versões do utilitarismo negativo
Como outros tipos de utilitarismo, o utilitarismo negativo pode assumir muitas formas, dependendo de quais declarações específicas são tomadas para constituir a teoria. Por exemplo, o utilitarismo de preferência negativa diz que a utilidade de um resultado depende de preferências frustradas e satisfeitas. O utilitarismo hedonista negativo pensa na utilidade em termos de estados mentais hedônicos, como sofrimento e desagrado. Versões do utilitarismo (negativo) também podem diferir dependendo se as consequências reais ou estimadas importam, e se o objetivo é declarado em termos do resultado médio entre os indivíduos ou da utilidade líquida total (ou falta de desutilidade) entre eles. O utilitarismo negativo pode ter como objetivo otimizar o valor do resultado ou pode ser um utilitarismo negativo satisfatório, de acordo com o qual uma ação deve ser tomada se e somente se o resultado for suficientemente valioso (ou ter um desvalor suficientemente baixo). Uma maneira fundamental em que os utilitarismos negativos podem diferir um do outro é com relação a quanto peso eles dão ao bem-estar negativo (desutilidade) comparado ao bem-estar positivo (utilidade positiva). Esta é uma área importante de variação, porque a principal diferença entre o utilitarismo negativo e os tipos não-negativos de utilitarismo é que o utilitarismo negativo dá mais peso ao bem-estar negativo.

### O peso do mal (desutilidade)
Os filósofos Gustaf Arrhenius e Krister Bykvist desenvolvem uma taxonomia de visões utilitaristas negativas baseadas em como as visões pesam a desutilidade contra a utilidade positiva. No total, eles distinguem entre 16 tipos de utilitarismo negativo. Eles primeiro distinguem entre negativismo forte e negativismo fraco. O negativismo forte "dá todo o peso à desutilidade" e o negativismo fraco "dá algum peso à utilidade positiva, porém mais peso à desutilidade". Os subtipos mais comumente discutidos são, provavelmente, duas versões do utilitarismo negativo fraco, chamado utilitarismo negativo "léxico" e "limiar léxico". De acordo com o utilitarismo negativo "léxico", a utilidade positiva ganha peso apenas quando os resultados são iguais em relação à desutilidade. Isto é, a utilidade positiva funciona como um desempate, na medida em que determina qual resultado é melhor (ou menos ruim) quando os resultados considerados têm desutilidade igual. O utilitarismo negativo do "limiar léxico" diz que existem algumas desutilidades (por exemplo um sofrimento extremo) que nenhuma utilidade positiva pode compensar. O utilitarismo negativo 'baseado em consentimento' é uma especificação do utilitarismo léxico do limiar negativo, que especifica onde o limiar deve ser localizado. Ele diz que, se um indivíduo está sofrendo e, nesse momento, não "concordaria em continuar com o sofrimento para obter outra coisa no futuro", o sofrimento não pode ser superado por qualquer felicidade.

### Outras diferenças entre as versões do utilitarismo negativo
Thomas Metzinger propõe o "princípio do utilitarismo negativo", que é a ampla ideia de que o sofrimento deve ser minimizado sempre que possível. Mario Bunge escreve sobre o utilitarismo negativo em seu Tratado sobre a Filosofia Básica, mas em um sentido diferente do que a maioria dos outros. Em Bunge, o sentido negativo do utilitarismo é sobre não prejudicar. Em contraste, a maioria das outras discussões sobre o utilitarismo negativo leva a implicar um dever tanto de não prejudicar quanto de ajudar (pelo menos no sentido de reduzir o bem-estar negativo).

## O benevolente detonador do mundo
Em 1958, no artigo onde R. N. Smart introduziu o termo "utilitarismo negativo", ele argumentou contra essa teoria, afirmando que o utilitarismo negativo implicaria que um governante que é capaz de destruir a raça humana instantaneamente e sem dor, "um benevolente detonador do mundo", teria o dever de fazê-lo. Este é o mais famoso argumento contra o utilitarismo negativo, e é levantado contra versões suficientemente fortes do utilitarismo negativo. Muitos autores têm endossado este argumento, e outros apresentaram contra-argumentos contra ele. Abaixo estão as respostas a este argumento, que foram apresentados e discutidos.

### A cooperação entre diferentes sistemas de valor
Uma possível resposta a esse argumento é que apenas uma interpretação ingênua do utilitarismo negativo endossaria a destruição do mundo. A conclusão pode ser mitigada ao apontar a importância da cooperação entre diferentes sistemas de valores. Há boas razões consequencialistas pelas quais alguém deve cooperar com outros sistemas de valores e é particularmente importante evitar fazer algo que seja prejudicial a outros sistemas de valores. A destruição do mundo violaria muitos outros sistemas de valores e endossá-lo seria, portanto, pouco cooperativo. Como há muitas maneiras de reduzir o sofrimento que não infringem outros sistemas de valores, faz sentido que os utilitaristas negativos se concentrem nessas opções. Em uma interpretação extensiva do utilitarismo negativo, a cooperação com outros sistemas de valores é considerada, e a conclusão é que é melhor reduzir o sofrimento sem violar outros sistemas de valores.

### Eliminar ou reduzir a "desutilidade"
Outra resposta ao argumento do benevolente detonador do mundo é que ele não distingue entre eliminar e reduzir o bem-estar negativo, e que o utilitarismo negativo deve ser plausivelmente formulado em termos de reduzir e não eliminar. Um contra-argumento para essa resposta é que a eliminação é uma forma de redução, similar a como zero é um número.

### A tentativa de destruição do mundo seria contraproducente
Vários filósofos argumentaram que tentar destruir o mundo (ou matar muitas pessoas) seria contraproducente a partir de uma perspectiva utilitarista negativa. Um desses argumentos é fornecido por David Pearce, que diz que "planejar e implementar a extinção de toda a vida senciente não poderia ser realizado sem dor. Até mesmo contemplar tal empreendimento provocaria aflição. Assim, um utilitarista negativo não é obrigado a defender a solução apocalíptica." Em vez disso, Pearce defende o uso da biotecnologia para eliminar gradualmente a biologia do sofrimento em todo o mundo vivo, e ele diz que "a felicidade ao longo da vida pode ser geneticamente pré-programada". Uma resposta semelhante à alegação similar de que o utilitarismo negativo implicaria que deveríamos matar os miseráveis e necessitados é que raramente enfrentamos escolhas políticas e que "de qualquer maneira há excelentes razões utilitárias para evitar tal política, já que as pessoas pensariam sobre isso e se tornariam ainda mais miseráveis e com medo". A resposta do FAQ do Utilitarismo Negativo à pergunta "3.2 os UNs devem tentar aumentar o risco de extinção?" começa com "Não, isso seria muito ruim mesmo pelos padrões do UN".

### A vida poderia evoluir novamente de maneira pior
Algumas respostas ao argumento do benevolente detonador do mundo sustentam que, mesmo se o mundo fosse destruído, isso seria ou poderia ser ruim a partir de uma perspectiva utilitarista negativa. Uma dessas respostas fornecidas por John W. N Watkins é que, mesmo se a vida fosse destruída, a vida poderia evoluir novamente, talvez de uma maneira pior. Assim, o destruidor do mundo precisaria destruir a possibilidade da vida, mas isso está, em princípio, além do poder humano. A este, J. J. C. Smart responde:
Também estou um pouco intrigado com a observação de Watkin de que o minimizador da dor teria que destruir a própria possibilidade da vida. Se as formas de vida sencientes fossem totalmente destruídas, pode ser mais improvável que formas sencientes evoluíssem. Esta é a suposição, feita por alguns especialistas, de que a
evolução das formas superiores de vida na Terra dependeu de muitos  acidentes de sorte. Se este não for o caso, então o benevolente destruidor do mundo deve garantir que todas as formas de vida sejam destruídas, até mesmo bactérias, plantas e insetos, mas se isso for impossível, o destruidor do mundo poderia ter pelo menos assegurado um mundo livre de dor por centenas de milhões de anos. De qualquer forma, o exemplo do meu irmão era de um "detonador" do mundo, e acho que isso garantiria a destruição de toda a vida na Terra. Claro que pode haver vida senciente em planetas de estrelas distantes. Sem dúvida, o detonador do mundo não pode fazer nada a respeito disso, mesmo com os recursos de uma física futura, mas seu dever utilitário negativo não seria fazer o impossível, mas seria minimizar o sofrimento tanto quanto está dentro de seu poder .

### Ser morto seria um grande mal
Outra resposta para o argumento do detonador do mundo é o de que ser morto seria um grande mal. Erich Kadlec defende o utilitarismo negativo e responde ao argumento do benevolente detonador do mundo (em parte) da seguinte maneira: "Ele [R. N. Smart] também dispensa o fato geralmente conhecido de que todas as pessoas (com algumas exceções em situações extremas) gostam de viver e julgariam que morrer não é um bem, mas sim o maior mal feito que poderia ser feito a elas".

### Preferências frustradas
O utilitarismo de preferência negativa tem uma concepção preferencialista de bem-estar. Ou seja, é ruim para um indivíduo ter suas aversões satisfeitas (ou preferências frustradas), e dependendo da versão do utilitarismo negativo, também pode ser bom para ele ter suas preferências satisfeitas. Um utilitarista negativo com tal concepção de bem-estar, ou cuja concepção de bem-estar inclui tal componente preferencialista, poderia responder ao argumento do benevolente detonador do mundo ao dizer que a explosão seria ruim porque satisfaria as aversões de muitos indivíduos. Arrhenius e Bykvist fornecem duas críticas a esta resposta. Em primeiro lugar, pode-se afirmar que as preferências frustradas exigem que exista alguém que tenha a preferência frustrada. Mas se todos estão mortos, não há preferências e, portanto, não há maldade. Em segundo lugar, mesmo que uma explosão do mundo envolva preferências frustradas que seriam ruins a partir de uma perspectiva utilitária de preferência negativa, tal utilitarista negativo ainda deve preferir ela como o menor de dois males em comparação a todas as preferências frustradas que provavelmente existiriam se o mundo continuasse a existir.
O FAQ do Utilitarismo Negativo sugere duas respostas ao primeiro tipo de crítica de Arrhenius e Bykvist (a crítica de que, se ninguém mais existe, não há mais preferências frustradas): A primeira resposta é que preferências passadas contam, mesmo que o indivíduo que as tinha não existe mais. A segunda é que "em vez de contar as preferências passadas, pode-se analisar a questão em termos de metas de vida. Quando mais cedo for a morte de alguém que deseja continuar vivendo, mais insatisfeita é sua meta de vida". O FAQ do Utilitarismo Negativo também responde ao segundo tipo de crítica de Arrhenius e Bykvist. A resposta é (em parte) que a crítica se baseia na premissa empírica de que haveria mais preferências frustradas no futuro se o mundo continuasse a existir do que se o mundo fosse destruído. Mas o fato de que o utilitarismo de preferência negativa diria que a extinção seria melhor (em teoria), assumindo essa premissa, não deveria contar substancialmente contra a teoria, porque para qualquer visão sobre ética populacional que atribui desvalor a algo, pode-se imaginar cenários futuros tais que a extinção seria melhor de acordo com a visão dada.

### Combinando o utilitarismo negativo com direitos
Uma parte da resposta de Clark Wolf à objeção do benevolente detonador do mundo é que o utilitarismo negativo pode ser combinado com uma teoria dos direitos. Ele diz,
Uma maneira mais direta de abordar esse problema seria incorporar uma teoria dos direitos, ao estipular que, em geral, os formuladores de políticas simplesmente não têm o direito de tomar decisões sobre se a vida dos outros vale a pena ser vivida, ou se eles devem viver ou morrer. Uma vez que fica claro que os formuladores de políticas não têm o direito de matar os miseráveis e destituídos, essa resposta ganha apoio de nossas intuições morais.
O utilitarismo negativo pode ser combinado, em particular, com a teoria da justiça de Rawls.  Rawls conhecia as afirmações normativas de Popper e pode ter sido influenciado por sua preocupação com os mais pobres.

## Outros trabalhos
Toby Ord fornece uma crítica ao utilitarismo negativo em seu ensaio "Why I'm Not a Negative Utilitarian", ao que David Pearce e Bruno Contestabile responderam. Outros pontos de vista críticos do utilitarismo negativo são fornecidos por Tadeu Metz, Christopher Belshaw, e Ingmar Persson. por outro lado, Joseph Mendola desenvolve uma modificação do utilitarismo, e ele diz que o seu princípio
é um tipo de regra maximá.... O princípio também se assemelha a uma forma de utilitarismo que é familiar a partir do trabalho de Popper e os irmãos Smarts, o utilitarismo negativo. Isso também sugere que devemos nos preocupar antes de tudo com a eliminação da dor..
 O Professor Henry Hiz escreve favoravelmente sobre o utilitarismo negativo. Fabian Fricke publicou o artigo em alemão Verschiedene Versionen des negativen Utilitarismus. Em formato de livro, Jonathan Leighton tem defendido utilitarismo negativo plus, o qual mantém a redução do sofrimento para ser da mais alta importância, ao mesmo tempo em que valoriza a existência continuada de seres sencientes.

## Citações
1. ↑  For example, Leslie 1998: "'Negative utilitarianism' is concerned mainly or entirely with reducing evils rather than with maximizing goods." The example unpleasant experiences is an example based on a hedonistic theory of well-being, according to which pleasant experiences are good for individuals and unpleasant experiences are bad for individuals. But there are other theories of well-being and negative utilitarianism need not adopt a hedonistic theory.
2. ↑  Bykvist 2009: "The whole family of utilitarian theories is captured by the equation: Utilitarianism = Consequentialism (nothing but the values of outcomes matter for the rightness of actions) + Welfarism (nothing but well-being matters for the value of outcomes)."
3. ↑  Bykvist 2009, chpt. 4.
4. ↑  Smart 1958.
5. ↑  Arrhenius & Bykvist 1995, p. 29 says that strong versions of negative utilitarianism "give all weight to disutility" and weak versions "give some weight to positive utility, but more weight to disutility." Arrhenius & Bykvist 1995, p. 115: “Our point of departure was the firm intuition that unhappiness and suffering have greater weight than happiness. By taking this stand we revealed ourselves as members of the negative utilitarian family.” Ord 2013: “NU [negative utilitarianism] comes in several flavours, which I will outline later, but the basic thrust is that an act is morally right if and only if it leads to less suffering than any available alternative. Unlike Classical Utilitarianism, positive experiences such as pleasure or happiness are either given no weight, or at least a lot less weight.”
6. 1 2 3  Negative Utilitarianism FAQ 2015.
7. 1 2  Arrhenius & Bykvist 1995, p. 31.
8. ↑  Smart 1958, p. 542.
9. ↑  Smart 1958, p. 542: "Professor Popper has proposed a negative formulation of the utilitarian principle, so that we should replace ‘Aim at the greatest amount of happiness for the greatest number’ by ‘The least amount of avoidable suffering for all’. He says: ‘It adds to the clarity of ethics if we formulate our demands negatively, i.e. if we demand the elimination of suffering rather than the promotion of happiness’. However, one may reply to negative utilitarianism..."
10. ↑  For example, Popper wrote, "I suggest, for this reason, to replace the utilitarian formula ‘Aim at the greatest amount of happiness for the greatest number’, or briefly, ‘Maximize happiness’ by the formula ‘The least amount of avoidable suffering for all’, or briefly, ‘Minimize suffering’. Popper, Karl. The Open Society and Its Enemies. [S.l.: s.n.] ISBN 978-0415610216 Popper claimed that "there is, from the ethical point of view, no symmetry between suffering and happiness, or between pain and pleasure... In my opinion human suffering makes a direct moral appeal, namely, the appeal for help, while there is no similar call to increase the happiness of a man who is doing well anyway. A further criticism of the Utilitarian formula "Maximize pleasure" is that it assumes a continuous pleasure-pain scale which allows us to treat degrees of pain as negative degrees of pleasure. But, from the moral point of view, pain cannot be outweighed by pleasure, and especially not one man's pain by another man's pleasure. Instead of the greatest happiness for the greatest number, one should demand, more modestly, the least amount of avoidable suffering for all..." Popper, Karl. The Open Society and Its Enemies: Volume 1: The Spell of Plato. [S.l.: s.n.] ISBN 978-0415237314
11. ↑  Contestabile 2014: "Negative utilitarianism and Buddhism share the following intuitions: Negative utilitarianism—understood as an umbrella term—models the asymmetry between suffering and happiness and therefore accords with the Buddhist intuition of universal compassion. The Noble Truths of Buddhism accord with the negative utilitarian intuition that (global) suffering cannot be compensated by happiness. Some forms of Buddhism and negative utilitarianism share the intuition that non-existence is a perfect state." Goodman 2009: “Negative utilitarianism shares with Buddhism a strong focus on alleviating the suffering of beings.”
12. ↑  Keown 1992: “one of the earliest exponents of NU, Hegesias...”
13. ↑  Sinnott-Armstrong 2014 provides a nice overview of the many ways in which consequentialism can be varied. Since utilitarianism (and negative utilitarianism) is a kind of consequentialism, much of it applies to utilitarianism and negative utilitarianism as well. Section 1. "Classic Utilitarianism" shows the many distinct and variable claims that make up Classic Utilitarianism.
14. ↑  Bykvist 2009, states satisficing utilitarianism as follows: "Satisficing utilitarianism An action ought to be done if and only if it would bring about a sufficient level of total well-being."
15. ↑  They write that they distinguish among kinds of 'negative utilitarianism': "Our point of departure was the firm intuition that unhappiness and suffering have greater weight than happiness. By taking this stand we revealed ourselves as members of the negative utilitarian family. The problem was then to find out which members of this family we want to join, and to spell out why we do not want to be as some of our siblings." Arrhenius & Bykvist 1995, p. 115. The taxonomy is phrased in terms of 'negativisms,' which appear to be the same as 'negativist' and 'negative' utilitarianisms: "we believe that disutility has greater weight than utility. The overall aim with this part of our essay is to give an account of this weight, which means that we shall try to formulate a welfarist act-consequentialism that takes seriously the weight of disutility. In other words, we are looking for an acceptable negativist utilitarianism." Arrhenius & Bykvist 1995, p. 20.
16. ↑  Arrhenius & Bykvist 1995, pp. 30,38.
17. ↑  Arrhenius & Bykvist 1995, p. 29.
18. ↑  Arrhenius & Bykvist 1995, p. 39: "The claim that disutility has greater weight can now be expressed by letting the disutilities have greater lexical weight. But still the utility has some weight in the sense that if the disutilities are the same in the alternatives, and hence we cannot minimise the disutility any further, then we ought to maximise the utility. Depending on what kinds of disutilities we choose in establishing this order, we get different lexical negativisms."
19. ↑  Ord 2013: "Lexical Threshold NU
Suffering and happiness both count, but there is some amount of suffering that no amount of happiness can outweigh."
20. ↑  Brian Tomasik formulated and advocated consent-based negative utilitarianism. He writes, "would the person-moment suffering agree to continue the suffering in order to obtain something else in the future? If yes, then the suffering doesn't pass the threshold of unbearableness and thus can be outweighed by happiness." Tomasik 2015. See section “Consent-based negative utilitarianism?” The ‘person-moment’ means the person in the moment of suffering, as opposed to before or after the suffering occurred.
21. ↑  Metzinger 2003: “In terms of a fundamental solidarity of all suffering beings against suffering, something that almost all of us should be able to agree on is what I will term the “principle of negative utilitarianism”: Whatever else our exact ethical commitments and specific positive goals are, we can and should certainly all agree that, in principle, and whenever possible, the overall amount of conscious suffering in all beings capable of conscious suffering should be minimized. I know that it is impossible to give any truly conclusive argument in favor of this principle. And, of course, there exist all kinds of theoretical complications—for example, individual rights, long-term preferences, and epistemic indeterminacy. But the underlying intuition is something that can be shared by almost everybody: We can all agree that no additional suffering should be created without need. Albert Camus once spoke about the solidarity of all finite beings against death, and in just the same sense there should be a solidarity of all sentient beings capable of suffering against suffering. Out of this solidarity we should not do anything that would increase the overall amount of suffering and confusion in the universe—let alone something that highly likely will have this effect right from the beginning.”
22. ↑  Bunge 1989, p. 230: "By recommending passivity it [negative utilitarianism] condones evil. The spectator who watches impassively a hooligan attacking an old woman, and the citizen who does not bother to vote, comply with negative utilitarianism and thereby tolerate evil."
23. ↑  See for example Pearce Negative Utilitarianism: Why Be Negative?
24. ↑  Smart 1958: "Suppose that a ruler controls a weapon capable of instantly and painlessly destroying the human race. Now it is empirically certain that there would be some suffering before all those alive on any proposed destruction day were to die in the natural course of events. Consequently the use of the weapon is bound to diminish suffering, and would be the ruler's duty on NU grounds." For his use of the term ‘the benevolent world-exploder’ see page 543.
25. ↑  That is, the argument is directed against strong versions of negative utilitarainaism that prescribe only reducing negative well-being, as well as weak versions that are sufficiently close to strong negative utilitarianism. Such weak versions would be those that, although they give weight to both negative and positive well-being, give sufficiently much more the weight to negative well-being, so that they would have the same implications as strong versions in relevant situations.
26. ↑  For example, Bunge 1989, p. 230: "Negative utilitarianism ... is open to the following objections.... Fourthly, the most expeditious way of implementing the doctrine would be to exterminate humankind, for then human suffering would cease altogether (R. N. Smart 1958)." Heyd 1992, p. 60: "Negative utilitarianism, which seems promising in guiding us in genethics, also urges (at least in its impersonal version) paradoxical (and to some, morally abhorrent) solutions to the miseries of humanity. Primarily it recommends the painless annihilation of all humanity—either by the collective suicide of all actual beings, or by total abstention from procreation by one generation (Smart 1958, 542-543)." Ord 2013: "R. N. Smart wrote a response [3] in which he christened the principle 'Negative Utilitarianism' and showed a major unattractive consequence. A thorough going Negative Utilitarian would support the destruction of the world (even by violent means) as the suffering involved would be small compared to the suffering in everyday life in the world."
27. ↑  «Gains from Trade through Compromise – Foundational Research Institute». foundational-research.org
28. ↑  «Reasons to Be Nice to Other Value Systems – Foundational Research Institute». foundational-research.org
29. ↑  «Negative Utilitarianism FAQ»
30. ↑  This is essentially H. B. Acton's reply. Acton & Watkins 1963: "Eliminating suffering is not the same thing as reducing it or as arriving at 'the least amount of avoidable suffering for all', and it is the latter, not the former, that might, with some plausibility, be regarded as a possible substitute for the more usual form of utilitarianism. Would not, then, the destroyer imagined by Smart be making a terrible mistake through failing to notice the difference between eliminating and reducing?"
31. ↑  This is J. J. C. Smart's reply to Acton. J. J. C. Smart agrees with his brother R. N. Smart that "if we made the minimization of misery our sole ultimate ethical principle ... we should approve of a tyrannical but benevolent world exploder." Smart 1973 J. J. C. Smart replies to Acton that "surely eliminating is a case of reducing – the best case of all, the negative utilitarian would say. In suggesting that eliminating is not reducing, Acton seems to me to be like a person who says that zero is not a number." Smart 1989, p. 44
32. ↑  Pearce 2005.
33. ↑  Pearce & Negative Utilitarianism: Why Be Negative?.
34. ↑  Clark Wolf proposes and defends ‘negative critical level utilitarianism’ in the context of social choice and population choices, which says that "population choices should be guided by an aim to minimize suffering and deprivation" (Wolf 1996). He brings up the possible objection to his principle that "it might occur to someone that the best way to minimize current suffering and deprivation would be to quietly, secretly, and painlessly kill off all of those who are miserable and needy" (Wolf 1996). A part of his reply is that "die hard utilitarians could argue that we rarely face such a policy choice, and that anyway there are excellent utilitarian reasons for avoiding such a policy, since people would find out about it and become even more miserable and fearful" (Wolf 1996).
35. ↑  John W. N. Watkins describes himself as "a sort of negative utilitarian" (Acton & Watkins 1963). He replies to R. N. Smart that "even if all life were destroyed, in due course living matter might emerge from the slime once more, and the evolutionary process start up again—this time accompanied, perhaps, by even more pain than would have accompanied the continued existence of the human race. So the pain minimiser would need to destroy the very possibility of life. And I like to think that this is something which is in principle beyond human power" (Acton & Watkins 1963).
36. ↑  Smart 1989, pp. 44-45.
37. ↑  Kadlec & 2008 110.
38. ↑  "A preferentialist could, for example, claim that most people now living prefer to live, and that these preferences must be counted when elimination is at stake. So, the elimination results in a lot of frustrated preferences, and we must balance the evil ofthis against the evil of the unhappiness in the future of humanity." (Arrhenius & Bykvist 1995)
39. ↑  Arrhenius & Bykvist 1995, p. 32.
40. ↑  "NIPU [negative ideal preference utilitarianism] isn’t about minimizing the amount of unsatisfied preferences that currently exist, but rather about minimizing the total amount of unsatisfied preferences in the (space-time) universe. This includes past preferences." (Negative Utilitarianism FAQ 2015)
41. ↑  Negative Utilitarianism FAQ 2015. See section "2.1.5 Back to destroying the world, doesn’t NIPU still imply that extinction would be best, because if there will be a lot of people in the future, their unsatisfied preferences combined are worse than the preferences being thwarted by extinction?"
42. ↑  Wolf 1996, p. 278.
43. ↑  Ord 2013.
44. ↑  Pearce & A response to Toby Ord's essay.
45. ↑  Contestabile & Why I’m (Not) a Negative Utilitarian – A Review of Toby Ord’s Essay.
46. ↑  Metz 2012: "Negative utilitarianism is well-known for entailing anti-natalism as well as pro-mortalism, the view that it is often prudent for individuals to kill themselves and often right for them to kill others, even without their consent. It pretty clearly has these implications if one can kill oneself or others painlessly, but probably does so even if there would be terror beforehand; for there would be terror regardless of when death comes, and if death were to come sooner rather than later, then additional bads that would have been expected in the course of a life would be nipped in the bud."
47. ↑  Belshaw 2012: "Negative utilitarianism can be plucked from the shelf, but there is no good reason to suppose it true. And were it true, it would take us too far, generating not only anti-natalism but straightaway also its pro-mortalist neighbour."
48. ↑  Persson 2009: “negative utilitarianism seems implausible, as is shown by an argument sketched by McMahan, on the basis of an argument originally put forward by Richard Sikora (1978). This argument turns on the observation that if what would be bad for individuals in life is a reason against conceiving them, but what would be good for them is no reason in favour of conceiving them, then, as far as those individuals are concerned, it is wrong to conceive them, however much good their lives will contain, provided that they will also contain something that is bad for them. This seems clearly absurd.”
49. ↑  Mendola 1990, p. 86.
50. ↑  Hiz 1992: "Utilitarianism failed, but what is sometimes called ‘negative utilitarianism’ avoids many of the shortcomings of classical utilitarianism. It is a good candidate for an ethics that expresses the Enlightenment tradition."
51. ↑  Fricke 2002.
52. ↑  Leighton 2011.

## Leitura complementar
- «Axioms of Morality and Ethics in Negative Utilitarianism». Reinvention: an International Journal of Undergraduate Research. BCUR 2014 Special Issue
- «The Amoral Logic of Anti-Hurt (Modified Negative Utilitarianism)»
- «The Moral Asymmetry of Happiness and Suffering». Southern Journal of Philosophy. 34. doi:10.1111/j.2041-6962.1996.tb00795.x
- Mayerfeld, Jamie. Suffering and Moral Responsibility. [S.l.: s.n.]
- «Evaluating Time-Continuous Action Alternatives from the Perspective of Negative Utilitarianism: A Layered Approach». Proceedings GV (Proceedings in GV - Global Virtual Conference). 1
- «Negative Utilitarianism: Not Dead Yet». Mind. 85. JSTOR 2253043. doi:10.1093/mind/LXXXV.340.587
- «Negative Utilitarianism». Mind. 83. JSTOR 2252744. doi:10.1093/mind/LXXXIII.331.424